# Ewerton
Ewerton José Almeida Santos (Penedo, Brasil, 23 de marzo de 1989) es un futbolista brasileño que juega en la posición de defensa en el Würzburger Kickers de la 2. Bundesliga de Alemania.

## Trayectoria
Nacido en Penedo, Brasil, comenzó jugando al fútbol en el Sport Club Corinthians Alagoano siendo un niño, tras un buen potencial fue fichado por el Sporting Clube de Braga y lo cedió al Coimbra Esporte Clube en 2011. Su rendimiento le hizo fichar por el FK Anzhí Majachkalá de Rusia, las primeras temporadas comenzaron bien pero poco a poco dejó de convencer y se marchó en 2015 al Sporting de Lisboa. En 2016 el 1. FC Kaiserslautern consigue hacerse con la cesión del jugador. En 2017 fichó por el 1. F. C. Núremberg. En 2019 se confirmó su marcha al Hamburgo S. V. hasta 2021.

## Clubes
| Club                             | País     | Año       |
| -------------------------------- | -------- | --------- |
| S. C. Corinthians Alagoano       | Brasil   | 2009-2011 |
| ASA (cedido)                     | Brasil   | 2010      |
| Oeste F. C. (cedido)             | Brasil   | 2011      |
| Coimbra E. C.                    | Brasil   | 2011-2012 |
| S. C. Braga (cedido)             | Portugal | 2011-2012 |
| F. K. Anzhí Majachkalá           | Rusia    | 2012-2015 |
| Sporting C. P. (cedido)          | Portugal | 2015      |
| Sporting C. P.                   | Portugal | 2015-2017 |
| 1. F. C. Kaiserslautern (cedido) | Alemania | 2016-2017 |
| 1. F. C. Núremberg               | Alemania | 2017-2019 |
| Hamburgo S. V.                   | Alemania | 2019-2020 |
| Würzburger Kickers               | Alemania | 2020-     |